# Der Garten: Eine Geschichte seiner künstlerischen Gestaltung
Der Garten: Eine Geschichte seiner künstlerischen Gestaltung ist die 1910 in Leipzig von Klinkhardt & Biermann veröffentlichte Habilitationsschrift des Kunsthistorikers August Grisebach, auf deren Grundlage er 1912 an der TH Karlsruhe habilitiert wurde.

## Inhaltsangabe
Als historische Formen des Gartens finden in Grisebachs Habilitation im Großen und Ganzen folgende Erwähnung:
- der Lust- und Wurzgarten im Mittelalter
- der Lustgarten der Renaissance in der Ebene
- der Lustgarten des Barock
- der Klostergarten
- der Englische Collegegarten
- Furttenbachs Schulgarten
- der Botanische Garten
- der Nutzgarten in Form von Obst- und Gemüsegärten
- der Blumengarten im 17. Jahrhundert
- die Orangerie
- der Giardino secreto
- verschiedene Formen des Hausgartens im Wandel der Jahrhunderte
- der öffentliche Garten im Mittelalter

Besondere Aufmerksamkeit erhalten, über die ganze Schrift verteilt, die garten- und landschaftsbaulichen Elemente.
- Terrasse, Wasser, Mauer, Treppe und Pavillon,

aber auch dem Wasserspiel, dem Obstbaum und der Pergola vergisst Grisebach nicht, allerdings weniger ausführlich, sein Augenmerk zu schenken.
Außerdem behandelt Grisebach im 4. Kapitel gesondert die Entwicklung einzelner Gartenteile seit der Renaissance, darunter
- das Parterre-Ornament
- den Laubgang und die Allee
- Boskettraum, Hecke und Baumfiguren
- die Insel
- das Labyrinth
- das Wasser

Als Gartenstile in der Architektur werden Grotten, Gartenfassaden, Loggiendekoration und Gartensäle unter die Lupe genommen und über den architektonischen Bereich hinaus ins Dekorative auch Gartenskulpturen wie Statuen und Vasen.
Einen letzten Schwerpunkt setzt Grisebach mit dem 5. Kapitel: Die Gartenrevolution im 18. Jahrhundert. Die Vorboten der Revolution werden beschrieben, die Gartenkunst in den gesellschaftlichen Zusammenhang gestellt, die Erlahmung der architektonischen Gestaltungskraft aus einem neuen Naturgefühl in der Kunst wird thematisiert, der Zusammenhang zwischen Malerei und Landschaftsgärten wird vertieft und der Garten als Ausdruck philosophisch-poetischer Ideen analysiert, bis schließlich die jüngeren Typen des Landschaftsgartens im von Grisebach so benannten „Übergangsstil“ in einer neuen Ausrichtung auf das „Natürliche und Große“ in einen neuen stilistischen Zusammenhang gesetzt werden.

## Grisebachs Quellen
Grisebach bezieht sich in seiner Recherche über die Geschichte der Gartenkunst auf
- Werke der Kunstgeschichte, wie mittelalterliche Verse und Gedichte, Gartengemälde verschiedener Epochen, oder Das Dekameron von Giovanni Boccaccio (1313–1375),
- Kunsthistoriker und Chroniker wie Joseph Furttenbach: Architectura recreationis (1640), Christian Cay Lorenz Hirschfeld (1742–1792): Theorie der Gartenkunst oder Kaufmann: Gartenbau im Mittelalter (1892), Blomfield: The formal garden in England (1901),
- sowie teilweise oder weitgehend im Ursprungszustand erhalten gebliebene historische Gärten oder Abbildungen dieser Gärten, wie z. B. des Stuttgarter Schlossgartens.

## Einfluss auf die Folgeliteratur
Der Garten: Eine Geschichte seiner künstlerischen Gestaltung wird noch heute in der Literatur zum Thema Gartenbau und Landschaftsbau zitiert – z. B. von
- Andrea Klein in Jede Kommunikation ist wie Kunst: die Sprache des Gartens (2003)[4] oder von
- Stefan Schweizer in Die Erfindung der Gartenkunst (2012).[5][6]

Es hat in der Kunstgeschichte relativ zu anderen Werken zwar wenig Anklang gefunden, im Teilbereich Gartenkunst ist es jedoch bis heute ein Standardwerk.

## Auszug aus dem Vorwort
„Durch die Form, in der der Mensch seinen Garten gestaltet, legt er – naiver und sinnfälliger vielleicht als anderswo in der Kunst – Zeugnis ab für sein künstlerisches Selbstgefühl gegenüber der Natur, das letzten Endes doch aus einer tiefen Liebe zu ihr entspringt.“

## Biografische Einflüsse
„Welchen Einfluss hatten sein Großvater, der Botaniker August Grisebach (1814–1879), sein Vater, der Architekt Hans Grisebach (1848–1904) und sein Onkel, der Diplomat, Schriftsteller und Literaturwissenschaftler Eduard Grisebach (1845–1906) auf Grisebachs Publikation? Diese alten Grisebacher Herren bergen, im Licht ihrer eigenen beruflichen Orientierung, ganz augenscheinlich eine biografische Prägung in August Grisebachs Motivation, architektonische, botanische, gartenbauliche und literaturwissenschaftliche Elemente in seiner Habilitationsschrift gestalterisch zu verbinden.“